# Selezione della città organizzatrice dei Giochi della XXXI Olimpiade
La selezione della città organizzatrice dei Giochi della XXXI Olimpiade si è conclusa il 2 ottobre 2009 a Copenaghen, durante la 121ª sessione del Comitato Olimpico Internazionale, con la designazione della città di Rio de Janeiro in Brasile. Per effetto di questa scelta, per la prima volta i Giochi si sono disputati nell'America Meridionale.

## Città candidate
Il 4 giugno 2008 il Comitato Olimpico Internazionale ha reso nota la short-list delle quattro città i cui dossier di candidatura sono stati considerati idonei. Tali città possono da quella data fregiarsi del titolo di Città candidata e riportare nel proprio logo i cinque cerchi olimpici. Esse sono:
- Chicago,  Stati Uniti

La città dell'Illinois è stata scelta dal Comitato Olimpico Statunitense (USOC) come candidata ufficiale per i Giochi Olimpici del 2016, in data 14 aprile 2007. L'ufficializzazione della candidatura presso il CIO è avvenuta il 4 settembre 2007. La città era già stata candidata per i Giochi del 1952 e per quelli del 1956, ed era stata designata organizzatrice dei Giochi della III Olimpiade prima che fosse trasferita a St. Louis. Il Comitato Olimpico Statunitense ha effettuato la scelta a scapito della candidatura di Los Angeles e San Francisco, in California.
- Madrid,  Spagna

La capitale spagnola ci riprova dopo la sconfitta per i Giochi della XXX Olimpiade. La municipalità ha lanciato un concorso popolare per la decisione riguardo al logo di candidatura.
- Rio de Janeiro,  Brasile

Ha ricevuto il 1º settembre 2006 l'investitura dal Comitato Olimpico Brasiliano. La città, che ha ospitato i Giochi Panamericani 2007, ha fallito nell'ottenere l'organizzazione dei Giochi della XXVIII Olimpiade e della XXX Olimpiade. Il 7 settembre 2007 ha inviato la lettera ufficiale di candidatura al CIO. Il 2 ottobre 2009 viene scelta ufficialmente per ospitare i giochi.
- Tokyo,  Giappone

La capitale giapponese ha sconfitto la sua rivale locale, Fukuoka, con la scelta fatta dal Comitato olimpico giapponese il 30 agosto 2006 ; dalla competizione interna giapponese si era già ritirata la città di Fukuoka che ha rinunciato il 21 febbraio 2006. Tokyo ha già organizzato i Giochi della XVIII Olimpiade nel 1964.
La proposta di Tokyo è supportata dalla Weber Shandwick Worldwide, una società di pubbliche relazioni già vincitrice di quattro corse olimpiche.
In aprile e maggio 2009 la commissione di valutazione del CIO si è recata nelle città ammesse nella short-list delle candidature per i Giochi. Le visite sono state effettuate nei giorni:
- dal 4 al 7 aprile a Chicago ( Stati Uniti)
- dal 16 al 19 aprile a Tokyo ( Giappone)
- dal 29 aprile al 2 maggio a Rio de Janeiro ( Brasile)
- dal 5 all'8 maggio a Madrid ( Spagna)

### Esito delle votazioni
Le votazioni si sono svolte 2 ottobre 2009 a Copenaghen durante la 121ª sessione del Comitato Olimpico Internazionale.
| Città          | 1ª votazione | 2ª votazione | 3ª votazione |
| Rio de Janeiro | 26           | 46           | 66           |
| Madrid         | 28           | 29           | 32           |
| Tokyo          | 22           | 20           |              |
| Chicago        | 18           |              |              |

## Applicant cities
Le città che hanno fatto ufficialmente richiesta di candidatura presso il CIO tramite i propri Comitati Olimpici nazionali, consegnando la lettera d'intenti per le Olimpiadi del 2016, sono state in tutto sette. Oltre alle città candidate ufficiali citate sopra, inizialmente erano in lista anche:
- Baku, Azerbaigian  Azerbaigian

Nell'aprile 2007 il presidente Ilham Aliyev dichiarò per la prima volta che la città si sarebbe candidata per i Giochi del 2016. Il costo complessivo dell'operazione è stato stimato in circa 20 miliardi di dollari. È la prima volta che la città si candida per l'organizzazione di un'Olimpiade.
Lo stesso presidente Aliyev, che pone l'accento sull'intenzione di rafforzare l'impegno dello stato nello sport, per allargare il movimento olimpico, e per sviluppare e propagare lo sport e l'educazione fisica, ha stabilito la composizione del comitato organizzatore, a capo del quale è stato nominato Yagub Eyyubov, il primo ministro.
- Doha, Qatar  Qatar

La città ha organizzato i Giochi Asiatici del 2006, ma è la prima volta che presenta candidatura per i Giochi olimpici. Il presidente del comitato è lo sceicco Bin Hamad Bin Khalifa Al Thani.
Tema e logo della candidatura sono stati annunciati nell'ottobre 2007. Il logo è stato disegnato dagli studenti della Virginia Commonwealth University of Qatar. Lo sceicco Al Thani ha annunciato una forte campagna pubblicitaria, ritenendo la partecipazione e l'entusiasmo popolare un fattore fondamentale per la riuscita della candidatura.
Sebbene Doha fosse stata promossa dalla relazione tecnica del CIO, i membri del comitato esecutivo hanno ritenuto di scartare la candidatura del Qatar in quanto le date proposte per lo svolgimento dei Giochi (dal 14 al 30 ottobre) non ricadevano nel periodo specificato preliminarmente dal CIO (ovvero 15 luglio - 31 agosto).
- Praga, Repubblica Ceca  Rep. Ceca

Il 4 settembre 2007 le autorità della città ceca e del Comitato Olimpico Ceco hanno inviato la lettera di interesse al CIO, il che risulta essere l'ufficializzazione della candidatura..
Al centro della candidatura di Praga per i Giochi del 2016, a capo della quale è Tomas Petera, vi è la costruzione di tre nuovi centri sportivi: un velodromo a Praga o a Brno, uno stadio dell'acqua al posto dell'attuale Prague-Sutka Aquapark e uno stadio olimpico da realizzare nell'hinterland, a Litnany. Una piscina olimpionica indoor sarà completata entro il 2011 e una all'aperto seguirà di poco, secondo quanto riporta l'agenzia Xinhua. La vela sarebbe ospitata a Lipno, canottaggio e canoa a Račice, slalom canoa a Troja. Le prove ginniche si terrebbero alla multifunzionale O2 Arena, sede dei Campionati mondiali di hockey su ghiaccio 2004 e dalla capienza di 18000 spettatori.
Come si vede nelle immagini la candidatura ha dovuto cambiare in corsa il proprio logo: il CIO ha infatti esplicitamente richiesto che i numeri fossero scritti sotto a fianco del nome della città.
L'associazione delle piccole municipalità ceche chiede sia organizzato un referendum sulla candidatura di Praga, in quanto, secondo la portavoce, la senatrice indipendente Jana Jurencakova, sarebbe il frutto delle idee megalomani del sindaco Pavel Bem. La preoccupazione dell'associazione è che le Olimpiadi tolgano notevoli risorse finanziarie ai piccoli comuni.

### Rapporto tecnico
Nella tabella seguente presentiamo i risultati ottenuti dalle singole città nel rapporto tecnico effettuato dal Comitato Olimpico Internazionale. Le proposte di candidatura sono state valutate secondo alcuni aspetti chiave, a ognuno dei quali è stato assegnato un peso. La valutazione finale deriva da una media pesata dei voti conquistati nei singoli argomenti.
| Supporto governativo, leggi e opinione pubblica | 7.05 | 7.65 | 7.75 | 8.05 | 6.55 | 7.85 | 8.25 | 2 |  |  |  |  |  |  |  |
| Infrastrutture generiche                        | 6.45 | 5.10 | 8.25 | 6.25 | 4.70 | 6.50 | 8.40 | 5 |  |  |  |  |  |  |  |
| Impianti sportivi                               | 6.50 | 5.65 | 7.80 | 6.60 | 4.40 | 7.50 | 8.35 | 4 |  |  |  |  |  |  |  |
| Villaggio Olimpico                              | 7.80 | 6.05 | 8.20 | 6.85 | 7.45 | 7.75 | 8.05 | 3 |  |  |  |  |  |  |  |
| Condizioni e impatto ambientale                 | 7.0  | 6.40 | 8.20 | 6.60 | 7.30 | 7.30 | 8.10 | 2 |  |  |  |  |  |  |  |
| Alloggi                                         | 9.60 | 5.45 | 9.80 | 5.95 | 3.70 | 6.60 | 8.30 | 5 |  |  |  |  |  |  |  |
| Trasporti                                       | 6.55 | 5.90 | 8.00 | 6.50 | 7.25 | 7.40 | 8.50 | 3 |  |  |  |  |  |  |  |
| Sicurezza                                       | 7.65 | 5.25 | 8.45 | 5.80 | 5.10 | 6.30 | 7.50 | 3 |  |  |  |  |  |  |  |
| Esperienza da altri eventi sportivi             | 6.70 | 5.40 | 7.00 | 7.25 | 5.10 | 6.80 | 7.70 | 2 |  |  |  |  |  |  |  |
| Finanze                                         | 7.25 | 5.75 | 7.75 | 6.85 | 5.60 | 7.65 | 7.50 | 3 |  |  |  |  |  |  |  |
| Progetto complessivo ed eredità                 | 6.50 | 4.50 | 8.00 | 6.75 | 4.00 | 6.00 | 8.50 | 3 |  |  |  |  |  |  |  |
|                                                 |      |      |      |      |      |      |      |   |  |  |  |  |  |  |  |
| Risultato finale                                | 7.05 | 5.30 | 8.30 | 6.40 | 4.35 | 6.95 | 8.10 |   |  |  |  |  |  |  |  |

## Altre città che avevano manifestato interesse
Prima della scadenza per la manifestazione ufficiale di interesse per l'organizzazione dei Giochi della XXXI Olimpiade, numerose città si erano dette interessate. Di seguito presentiamo un elenco di stati e/o città che avevano annunciato (o a volte solo ventilato) una possibile candidatura.
- Buenos Aires, Argentina: la città argentina avrebbe potuto riprovare dopo il recente tentativo per l'organizzazione dei Giochi della XXVIII Olimpiade.
- Bruxelles o le Fiandre, Belgio[17]
- Montréal, Canada: potrebbe riprovarci dopo aver ospitato i Giochi della XXI Olimpiade.
- Santiago del Cile, Cile
- Dubai, Emirati Arabi Uniti: la nazione avrebbe potuto puntare sulla possibilità per gli sceicchi di costruire con facilità enormi e modernissime strutture sportive, e a questo scopo è in costruzione la Dubai Sports City. Contro la candidatura giocavano comunque il caldo (in estate si supera molto spesso i 45 °C) e la scarsa storia sportiva della nazione.
- L'Avana, Cuba: José Ramón Fernández, presidente del Comitato Olimpico Cubano, aveva manifestato interesse nel 2005. La città si presentò per il 2008 e il 2012 mancando la finale per carenza infrastrutturale.
- Amburgo e Lipsia, Germania: dopo il successo nell'organizzazione dei Campionati mondiali di calcio 2006, sembrava che in particolar modo la città di Amburgo avesse qualche chance per effettuare richiesta di candidatura per il 2016[18].
- Nuova Delhi, India: la città aveva espresso il proprio interesse per la candidatura puntando sull'ottenuta organizzazione dei Giochi del Commonwealth 2010. Sarebbe stata la prima candidatura per l'India, che ha già ospitato i Giochi Asiatici del 1951 e del 1982. La sconfitta per i Giochi Asiatici 2014 (a vantaggio di Incheon, Corea del Sud), ha spinto l'India's Olympic Association (IOA) a ritirarsi dalla corsa per i Giochi 2016 e a puntare sui Giochi 2020[19].
- Tel Aviv, Israele: idea lanciata da studenti della Università di Tel Aviv e finora non concretizzata per seri motivi politici e di sicurezza.
- Nairobi, Kenya: l'annuncio dell'intenzione arriva nel 2005[20], proponendo come sede probabile la capitale, per diventare la terza nazione africana della storia a candidarsi ai Giochi olimpici. La possibilità è sfumata dopo le dichiarazioni di J.Rogge sulla necessità del Paese di investire pesantemente in infrastrutture[21].
- Roma, Italia: inizialmente candidata come città per i Giochi della XXXI Olimpiade, ma successivamente ritirata per aspettare fino al 2020.[22]
- Monterrey, Messico: la candidatura della città messicana sembrava ormai cosa fatta (era anche già stato presentato un logo), quando il 13 settembre 2007 il Comitato Olimpico Messicano ha rifiutato la candidatura[23]
- Rotterdam, Paesi Bassi.
- Lisbona, Portogallo: lo annunciò il 7 gennaio 2004 il presidente del Comitato Olimpico Portoghese, Vicente Moura, ma non si concretizzò mai nulla[24].
- San Pietroburgo e Mosca, Russia
- Città del Capo e Durban, Sudafrica: la capitale sudafricana si propose già per i Giochi della XXVIII Olimpiade, mentre Durban ventilò una possibile candidatura nel corso del 2006[25]. Entrambe si proposero sull'onda emotiva dei Mondiali di calcio 2010.
- Bangkok, Thailandia: la previsione di una candidatura nasce per bocca dell'allora premier Thaksin Shinawatra dopo i successi ai Giochi della XXVIII Olimpiade[26]. La capitale del Paese era già fra le pretendenti per i Giochi della XXIX Olimpiade e ha ospitato le Universiadi 2007. Dopo il golpe del 2006 il progetto olimpico non è stato più portato avanti.
- Istanbul, Turchia: la città è già arrivata in finale per il 2000 e il 2008. Il comitato organizzatore raffina ad ogni elezione la propria candidatura confidando nell'idea che presentarsi continuamente possa rivelarsi una strategia vincente[27]. Sembrerebbe che la città abbia infine spostato il proprio interesse alla XXXII Olimpiade per il 2020[28].

Una proposta del tutto originale era stata portata avanti congiuntamente dalle città di San Diego, USA e Tijuana, Messico. La regione delle due città avrebbe ospitato congiuntamente i primi Giochi olimpici transnazionali. La proposta era stata poi scartata dal USOC

## Processi di selezione nazionali

### La candidatura italiana
Le città di Milano (candidatura inizialmente pensata congiunta con la regione Lombardia) e Roma presentarono presso il CONI la propria candidatura come proposta italiana per i Giochi del 2016. Successivamente il presidente del CONI Gianni Petrucci, a seguito del grande successo dei XX Giochi olimpici invernali, aveva anche proposto Torino ma questa ipotesi non ha avuto nessuno sviluppo successivo.
Nel luglio 2006, tuttavia, il sindaco di Milano di fresca elezione Letizia Moratti ha ritirato la candidatura in polemica con il CONI che, a suo dire, avrebbe dato scadenze impossibili da rispettare per Milano (Letizia Moratti si era insediata, appunto, da poco a Palazzo Marino e avrebbe avuto bisogno di più tempo per studiare bene la candidatura). Questa scelta ha lasciato pertanto via libera alla capitale. Milano ha poi richiesto alla politica di sostenere la propria candidatura per l'Expo 2015, in cui è risultata vincente contro le rivali Torino e Napoli.
Successivamente al ritiro del capoluogo lombardo, Roma, per mezzo del sindaco Walter Veltroni, ha annunciato la rinuncia a concorrere, a causa, a suo dire, dello scarso sostegno ricevuto, oltre che della carenza di fondi per realizzare le infrastrutture. A fine 2006 la candidatura venne però rilanciata il 18 ottobre con approvazione della Camera dei deputati di una mozione bipartisan, firmata Gianni Alemanno e Goffredo Bettini per impegnare il governo a sostenere il progetto e reperire i 15 miliardi di euro necessari. La stessa mozione viene approvata anche dal Senato della Repubblica il 24 ottobre. Il 5 luglio 2007 però, all'indomani dell'assegnazione della XXII Giochi olimpici invernali alla città russa di Soči, Veltroni ha ritirato la candidatura della città, convinto delle scarse possibilità che, dopo le edizioni del 2012 e del 2014, i Giochi possano essere assegnati per la terza volta di fila a una sede europea. Contestualmente al ritiro, il sindaco ha annunciato che la capitale italiana presenterà la propria candidatura per i Giochi della XXXII Olimpiade, che si svolgerà nel 2020.

### La candidatura statunitense
La selezione da parte del Comitato Olimpico Statunitense (USOC) per la città che avrebbe rappresentato gli Stati Uniti d'America nella corsa verso i Giochi olimpici 2016, iniziò nel maggio 2006, quando si effettuò un meeting fra l'USOC e i sindaci delle città interessate, Houston, Filadelfia, Chicago, Los Angeles e San Francisco. Questa lista venne ridotta a sole tre città (Chicago, Los Angeles e San Francisco) il 26 luglio 2006 quando comunque l'USOC ancora non aveva deciso se candidare una propria rappresentate. Solo nel gennaio 2007 venne ufficializzata l'intenzione di candidatura.
Nel frattempo la città californiana di San Francisco, pur contando su un forte finanziamento da parte di investitori privati, si era ritirata dalla competizione per problemi avuti proprio con gli stessi finanziatori. La città si era già candidata senza successo per i Giochi della XXX Olimpiade: venne infatti internamente sconfitta da New York.
Restavano in gara allora la città degli angeli e quella dell'Illinois. Los Angeles era forte dell'aver già ospitato i Giochi del 1932 e del 1984 e puntava su impianti già esistenti: il Los Angeles Memorial Coliseum (che è stato già due volte stadio olimpico), lo Staples Center, l'Home Depot Center a Carson, e l'Honda Center nella vicina Anaheim.
Per scegliere la candidata il comitato olimpico statunitense aveva stabilito delle regole da rispettare:
- la città doveva disporre di uno stadio o di un progetto per la sua realizzazione, grande abbastanza per ospitare la cerimonia di apertura, la cerimonia di chiusura e le gare su pista
- doveva avere un'adeguata disponibilità di infrastrutture di trasporto o aver commissionato la loro realizzazione
- avere luoghi adatti al villaggio e ai siti olimpici e adeguati spazi alberghieri e per le conferenze
- avere il supporto dei governi locale e federale e attivi partner privati
- avere una materiale possibilità di vittoria contro i rivali internazionali.

Queste regole, stabilite dal presidente Peter Ueberroth, sono valide per qualunque candidatura olimpica statunitense, presente e futura.
Il 14 aprile 2007 Chicago venne scelta come candidata ufficiale per gli USA.

## Galleria d'immagini

Logo di Rio de Janeiro come applicant city
Logo di Chicago come applicant city
Logo della candidatura di Tokyo 2016 come Applicant City
Prima versione del logo della candidatura di Chicago 2016
Prima versione del logo della candidatura di Praga 2016
Logo della candidatura di Praga 2016
Logo per la candidatura di Madrid 2016 scelto dalla votazione popolare
Logo della proposta di candidatura per Monterrey, Messico